# Maren Morris
Maren Larae Morris (Arlington, Texas; 10 de abril de 1990) es una cantante y compositora estadounidense de música country. Ha publicado cuatro discos; su más reciente, un extended play titulado Maren Morris, se ha posicionado en dos listas de Billboard. Su primer sencillo, «My Church», alcanzó el número 1 en Country Digital Songs en 2016, y en 2017 obtuvo el Premio Grammy a la Mejor Interpretación Solista de una Canción Country.

## Biografía
Maren Larae Morris nació el 10 de abril de 1990 en Arlington, Texas, hija de Gregory y Kellie Morris (de soltera Pellam). Tiene una hermana menor, Karsen. Actualmente reside en Nashville, Tennessee.

### Vida personal
En diciembre de 2015, Morris comenzó a salir con el cantante de country Ryan Hurd, a quien había conocido en 2013. Se comprometieron en julio de 2017. Se casaron el 24 de marzo de 2018, en Nashville, Tennessee.
En octubre de 2019, Morris y Hurd anunciaron que esperaban su primer hijo, un varón. Su hijo, Hayes Andrew Hurd, nació el 23 de marzo de 2020.

## Giras
- 2016 - RipCord World Tour (con Keith Urban)
- 2018 - Flicker World Tour (como telonera de Niall Horan)

## Discografía

### Studio Album
- Walk On (2005)
- Maren (2007)
- Live Wire (2011)
- Hero (2016)
- Girl (2019)
- Humble Quest (2022)

### Extended plays
- Maren Morris EP (2015)

### Singles
- «My Church» (2016)
- «80's Mercedes» (2016)

### Colaboraciones
- «I'll Be the Moon» (con Dierks Bentley) (2016)
- «Dear Hate» (con Vince Gill) (2017)
- «Seeing Blind» (con Niall Horan) (2017)
- «Craving You» (con Thomas Rhett) (2017)
- «The Middle» (con Zedd y Grey) (2018)
- «When you Believe» (con Pentatonix) (2018)
- «The Bones» (con Hozier) (2019)
- «You All Over Me» (con Taylor Swift) (2021)

### Videos musicales
| Año  | Video       | Director(es)    |
| ---- | ----------- | --------------- |
| 2016 | «My Church» | Rachel McDonald |

## Premios y nominaciones
| Año  | Premio                          | Nominado                            | Categoría                        | Resultado | Referencias |
| ---- | ------------------------------- | ----------------------------------- | -------------------------------- | --------- | ----------- |
| 2025 | Nickelodeon Kids' Choice Awards | «Kiss the sky» (para Robot salvaje) | Canción favorita de una película | Nominada  | [ 13 ]      |